# Jorge Alba
Jorge Luis Alba Fernandini (20 de agosto de 1908-16 de diciembre de 1984) fue un futbolista peruano que desempeñaba de arquero y fue presidente del club en 1944 hasta 1946. Es unos de los 
mejores arqueros en la historia del club.

## Trayectoria
Nació en 1908, debuta en primera división en 1928 con el club merengue en a la edad de 20 años para ocupar el puesto de Daniel Fosalba y se convierte en el primer arquero de la u en su primera participación en la máxima división. Ese año fue figura en universitario logrando el subcampeonato en esa edición, en 1929 el club crema se proclama campeón por primera vez en su historia en un campeonato donde alba fue figura del equipo por sus tapadas espectaculares y manteniendo el arco el en cero.Ya para 1930 se retira del futbol a la edad de 22 años, en 1944 se convierte en presidente de universitario hasta 1946 en su periodo como presidente con sigue el título de 1945. En 1984 fallece a la edad de 76 años siendo recordado como unos de los mejores arqueros que tuvo el la historia del club. 

## Clubes
| Club          | País | Año       |
| ------------- | ---- | --------- |
| Universitario | Perú | 1928-1930 |

## Palmarés
| Título                    | Club                      | País | Año  |
| ------------------------- | ------------------------- | ---- | ---- |
| Primera División del Perú | Universitario de Deportes | Perú | 1929 |